# Xiaodian
Xiaodian léase Siáo-Dián (en chino:小店区,pinyin: Xiǎodiàn qū) es un distrito urbano bajo la administración directa de la ciudad-prefectura de Taiyuan. Se ubica en el corazón geográfico de la provincia de Shanxi, este de la República Popular China. Su área es de 295 km² y su población total para 2010 fue +600 mil habitantes.

## Administración
El distrito de Xiaodian se divide en 9 pueblos que se administran en 6 subdistritos, 1 poblado y 2 villas.